# Harriet Mundt
Harriet Mundt (født Harriet Fischer-Jørgensen, 15. september 1889 i Harlev, død 30. juli 1975 i Sønderborg) var en dansk kunstmaler.

## Uddannelse
Harriet Mundt kom efter skoletiden på Emilie Mundt og Marie Luplaus tegne- og maleskole og blev i 1909 optaget på Kunstakademiet i København, hvor hun modtog undervisning af maleren Peter Rostrup Bøyesen. Hun sluttede på akademiet 1915.

## Værker og arbejde
Harriet Mundts impressionistisk prægede naturalisme og lyse farver gjorde hende til en yndet portrætmaler, men udover dette malede hun desuden opstillinger, smukke landskaber, interiører og vinduespartier.
Hun viste sine værker frem første gang 1914 på Charlottenborgs Forårsudstilling og senere på Kunstnernes Efterårsudstilling, Kvindelige Kunstneres retrospektive Udstilling i København, Kvindelige Kunstneres Samfund, Sønderjysk Udstilling på Charlottenborg, Aabenraa Kunstforenings maleriudstilling på Aabenraa Museum og Sønderjysk Kunst i Nordborg.
Men folks kritik voksede, da de så hende som en typisk kvindelig kunstner, der søgte harmonier på en til tider for akademisk manér. Hendes stærkt selvkritisk sans var formodentlig medvirkende til, at hun fra 1930'rne stort set afstod fra at udstille sine værker.
I 1950'erne var hun et aktivt bestyrelsesmedlem i Sønderborg Kunstforening, hvor hun gjorde en stor indsats i bestræbelserne på at etablere et sønderjysk kunstmuseum.

## Familieliv
Hendes far var sognepræst Hans Fischer-Jørgensen, hendes mor Hulda Rist.
Harriet Mundt blev gift med arkitekten Holger Mundt i Svallerup ved Kalundborg den 20. november 1915. I 1917 fik de sammen døtrene Karen Clemmensen og Kirsten Storm.